# Scaptesyle incerta
Scaptesyle incerta là một loài bướm đêm thuộc phân họ Arctiinae, họ Erebidae.